# باتريك كيروين
باتريك كيروين هو قاضي كندي، ولد في 25 أكتوبر 1889 في سارنيا في كندا، وتوفي في 2 فبراير 1963.